# .ci
.ciは、国別コードトップレベルドメイン (ccTLD)の一つで、コートジボワールに割り当てられている。

## 第三レベルドメイン
第三レベルには以下の種類がある。
- co.ci
- com.ci
- net.ci
- or.ci
- org.ci
- ed.ci
- edu.ci
- int.ci